# Kadsura scandens
Kadsura scandens là một loài thực vật có hoa trong họ Schisandraceae. Loài này được (Blume) Blume miêu tả khoa học đầu tiên năm 1828.